# Col·legi Invisible

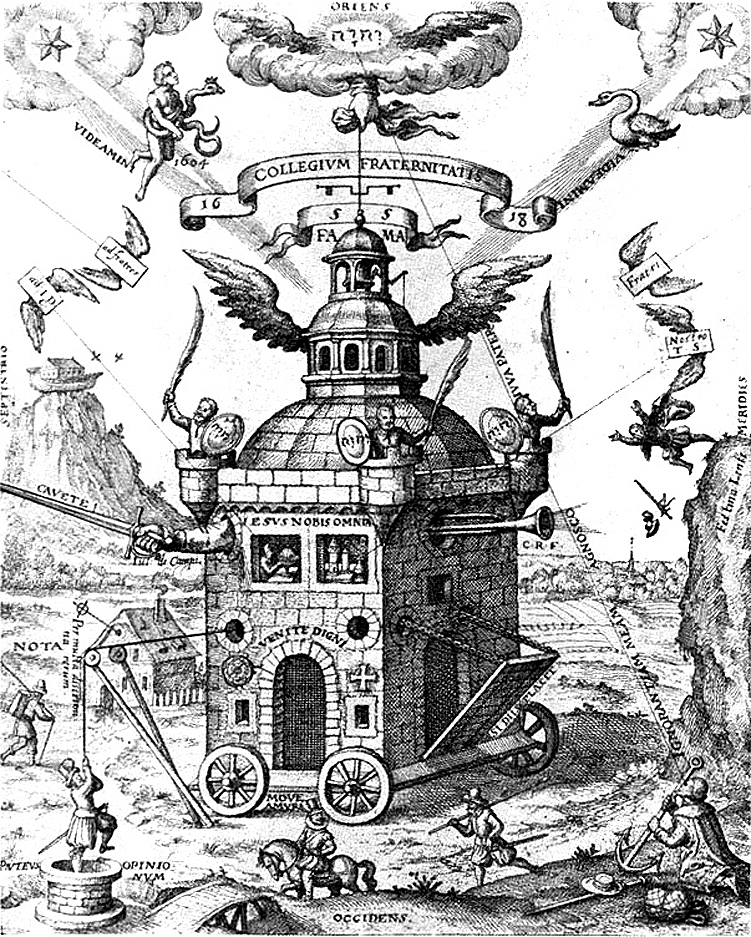
Composició al·legòrica del Col·legi Invisible, realitzada pels rosacreus

El Col·legi Invisible va ser precursor de la societat científica Royal Society del Regne Unit. Un grup de filòsofs de la naturalesa, entre els quals hi havia Robert Boyle, John Wilkins, John Wallis, John Evelyn, Robert Hooke, Christopher Wren, i William Petty, es trobaven amb l'objectiu d'adquirir coneixements científics a través de la recerca experimental. En les cartes de l'any 1646 i 1647, Boyle es refereix a «el nostre col·legi invisible» o «la nostra universitat filosòfica»
Al seu torn els Hartlibians, un cercle de persones properes a Samuel Hartlib, en van ser els precursors.

## Seglexvii
La idea d'un col·legi invisible va influir a l'Europa del segle xvii com una xarxa d'intercanvi d'idees entre intel·lectuals; reunia astrònoms, professors, matemàtics i filòsofs de la naturalesa del segle xvi a Europa. Científics com Johannes Kepler, Georg Joachim Rheticus, John Dee i Tycho Brahe hi compartien informació i idees. Un dels mètodes més comuns que utilitzaven per comunicar-se era a través dels marges dels llibres, amb anotacions escrites en les còpies personals dels llibres que van ser prestats, regalats o venuts. El grup d'investigació, un interdisciplinari grup de recerca sobre Treball Social, Història, Dret i Intervenció Social consolidat de la UNED, realitza un seminari cada trimestre del curs acadèmic, que coincideix temàticament amb una de les seves àrees o les implica transversalment. Aquest segon fòrum de reflexió interdisciplinària s'ha dedicat a analitzar el fenomen de les iniciacions des de la perspectiva històrica, sociològica i de treball social, amb especial èmfasi en la història de les institucions d'ajuda mútua i de les fraternitats, però també en la història de les religions i la sociologia de la religió.

## Ús contemporani
El terme Col·legi Invisible actualment es refereix principalment a la lliure transferència de pensament i d'experiència tècnica, que sol dur-se a terme sense l'establiment de les instal·lacions designades o l'autoritat institucional, usant per a la seva difusió un sistema de boca-orella, o un sistema de tauler d'anuncis localitzat, i amb el suport del sistema de troc (és a dir, el comerç de coneixements o de serveis) o de l'aprenentatge. En èpoques anteriors el terme també va incloure alguns aspectes hegelians de les societats secretes i l'ocultisme.
El col·legi invisible és similar al sistema del gremi medieval, però no posseeix influència en els cercles reconeguts, acadèmics, tècnics o polítics. Es tracta simplement d'un intent d'eludir els obstacles burocràtics o monetaris per persones instruïdes i grups cívics. Aquestes entitats en general senten la necessitat de compartir els seus mètodes amb els companys d'ofici i reforçar les tècniques locals a través de la col·laboració. Els membres d'un col·legi invisible sovint són anomenats col·legiats independents.
El concepte de col·legi invisible es va desenvolupar en la sociologia de la ciència per Diana Crane (1972) basant-se en el treball de Derek J. de Solla Price en xarxes de citació. Està relacionat, però és significativament diferent, d'altres concepcions de comunitats d'experts, tals com les comunitats epistèmiques (Haas, 1992) o la Comunitat de pràctica Community of Practice (Wenger, 1998). Recentment, el concepte va ser aplicat per Caroline S. Wagner a la xarxa mundial de comunicacions entre els científics, en l'obra The New Invisible College: Science for Development (El nou Col·legi Invisible: Ciències per al Desenvolupament, Brookings, 2008). Pot fer referència també a la teoria desenvolupada per Clay Shirky en Cognitive Surplus (dades d'excedent cognitiu).